# Ballore
Ballore é uma comuna francesa na região administrativa de Borgonha-Franco-Condado, no departamento Saône-et-Loire. Estende-se por uma área de 10,33 km². Em 2010 a comuna tinha 98 habitantes (densidade: 9,5 hab./km²).